# World of Warcraft: Mosaic Soundtrack
World of Warcraft: Mosaic Soundtrack lub World of Warcraft: Mosaic – oficjalna ścieżka dźwiękowa z gry World of Warcraft, skomponowana przez Russella Browera, Dereka Duke'a, Glenna Stafforda, Matta Uelmena oraz Davida Arkenstona i Edo Guidottiego, którzy stworzyli tylko po jednym utworze (odpowiednio "Call of the Crusade" i "Brewfest!"). Album został wydany 22 października przez Blizzard Entertainment na płycie CD jako ekskluzywna edycja limitowana dostępna wyłącznie podczas BlizzConu 2009. Utwory zostały dodane do gry wraz z kolejnymi patchami do World of Warcraft i dwóch dodatków: The Burning Crusade i Wrath of the Lich King, jednak nie udało się uwzględnić ich w ścieżkach dźwiękowych do poszczególnych części.

## Formaty i listy utworów
CD:
| Nr  | Tytuł utworu               | Długość |
| --- | -------------------------- | ------- |
| 1.  | „To the Ends of the Earth” | 2:45    |
| 2.  | „Honor Hold”               | 2:14    |
| 3.  | „Black Temple”             | 9:15    |
| 4.  | „Mag'har”                  | 2:54    |
| 5.  | „Fury of the Sunwell”      | 7:59    |
| 6.  | „Tempest Keep”             | 3:08    |
| 7.  | „Winter's Grasp”           | 2:27    |
| 8.  | „Karazhan”                 | 6:29    |
| 9.  | „The Gods of Zul'Aman”     | 3:46    |
| 10. | „The Sundered Shard”       | 4:30    |
| 11. | „Ironforge”                | 4:26    |
| 12. | „Secrets of Ulduar”        | 11:35   |
| 13. | „Signs and Mysteries”      | 1:02    |
| 14. | „Sapphiron”                | 0:48    |
| 15. | „Call of the Crusade”      | 11:38   |
| 16. | „Brewfest!”                | 3:00    |
|     |                            | 1:17:56 |

## Twórcy i personel pracujący nad ścieżką dźwiękową
- Skomponowana przez Russella Browera, Dereka Duke'a, Glenna Stafforda, Matta Uelmena oraz Davida Arkenstona i Edo Guidottiego z Blizzard Entertainment.
- Za efekty dźwiękowe odpowiada Brian David Farr.
- Ścieżka została nagrana i wyprodukowana przez Blizzard Entertainment.

Źródło: